# (8266) Bertelli
(8266) Bertelli (1986 TC) – planetoida z grupy pasa głównego asteroid okrążająca Słońce w ciągu 3,54 lat w średniej odległości 2,32 au. Odkryta 1 października 1986 roku.